# الکساندر چاکوفسکی
الکساندر بوریسویچ چاکوفسکی، نویسنده روس‌تبار و یک کمونیست افراطی است که در سال ۱۹۱۳ در شهر سنپیترزبورگ به دنیا آمده و در سال ۱۹۹۴ از دنیا رفته است. از وی کارهایی به زبان فارسی ترجمه شده است. وی سالها عضو ارشد اتحادیه نویسندگان شوروی بود و در این مقام بر نشر کارهای فرهنگی حکمیت می‌کرد.

## کارها
- پرتو اختر دوردست: ترجمه سیف‌الدین همایون فرخ (گامایون)[۲]